# Ostgut Ton
Ostgut Ton (ou Ostgut Tonträger) est un label de musique électronique allemand fondé en 2005, affilié à la discothèque berlinoise Berghain.

## Reconnaissance
Ostgut Ton est régulièrement cité parmi les meilleurs labels de musique électronique dans les classements annuels Resident Advisor : 2e en 2010, 14e en 2011, 7e en 2012.

## Discographie partielle[4]
Compilations du Berghain :
- Berghain 01 - André Galluzzi (2005)
- Berghain 02 | Part I - Shed (de) / Tobias (2008)
- Berghain 02 | Part II - Norman Nodge / Samuli Kemppi (2009)
- Berghain 03 | Part I - Tony Lionni / Radio Slave (2009)
- Berghain 03 | Part II - Edit-Select / Len Faki (2009)
- Berghain 04 | Part I - Martyn (en) / Roman Lindau (2010)
- Berghain 04 | Part II - James Ruskin / Kevin Gorman (2010)
- Berghain 04 | Part III - Jonas Kopp / Echologist (2010)
- Berghain 05 - Marcel Fengler (2011)
- Berghain 06 - Mark Broom / Birds Two Cage / Patrick Gräser (2012)

Compilations du Panorama Bar :
- Panorama Bar 01 - Cassy (2006)
- Panorama Bar 02 | Part I - Basic Soul Unit / Lerosa (2009)
- Panorama Bar 02 | Part II - Levon Vincent / Steffi (2009)
- Panorama Bar 03 - Soundstore / Steffi / Hunee (2011)
- Panorama Bar 04 - The Mole / Dexter (da) / Matthew Styles / Jon McMillion (2012)
- Panorama Bar 05 - Steffi (2013)